# Hugo van Cluny

Hugo van Cluny, Mathilde van Toscane en keizer Hendrik IV
(ca.1115), miniatuur uit het manuscript Vita Mathildis, Vaticaanse Bibliotheek

Hugo van Cluny (ook wel de de Grote genoemd) (Semur-en-Brionnais, Bourgondië, 13 mei 1024 - Cluny, 28 april 1109) was een van de meest  invloedrijke en bekende Rooms-Katholieke abten in de Middeleeuwen. Hij kwam uit een welgestelde familie met grootgrondbezit in Frankrijk, hij was een van de jongere zonen van baron Dalmas van Sémur-Brionnais en broer van Helia, voor wie een huwelijksovereenkomst werd gesloten met Robert I, hertog van Bourgondië (Robert de Oude).
Toen hij in 1049 als zesde abt van Cluny de opvolger was geworden van abt Odilo van Cluny stond de Cluniasenzer hervormingsbeweging al in groot aanzien. In de bijna zestig jaar van zijn abtschap zette hij het werk van zijn voorgangers voort. Onder zijn leiding, in de tweede helft van de 11de eeuw, bereikte de orde van Cluny het hoogtepunt van zijn macht en aanzien. 
Hij gaf in 1087 de opdracht de grootste kerk van het christendom, de basiliek van Cluny te bouwen. Hij vertrouwde de taak van architect toe aan Hézelon, een monnik en wiskundige afkomstig uit Luik.
Hugo was pauselijk legaat en adviseur van zowel keizers als pausen. 
Tijdens de investituurstrijd bemiddelde hij tussen paus Gregorius VII en keizer Hendrik IV. Beide mannen kende hij goed. Voor zijn pausschap had Gregorius een hoge functie binnen de orde van Cluny bekleed, terwijl Hugo van Cluny de dooppeter was in 1051 van keizer Hendrik IV. 
Na zijn dood werd Hugo van Cluny heilig verklaard. 
Hij was een oom van Constance de Bourgogne, de echtgenote van koning Alfons VI van León